# Митрюк, Наталья Ивановна
Наталья Ивановна Митрюк (укр. Наталія Іванівна Митрюк; 26 ноября 1959, Хуст, Закарпатская область, Украинская ССР, СССР) — заслуженный мастер спорта СССР по гандболу (1982), мастер спорта СССР международного класса (1978).

## Биография
Родилась в г. Хуст Закарпатской области. Первыми тренерами были братья Мирон и Степан Петенко.
В 1975 году начала выступать в команде мастеров «Бактянка» из Берегово.
Начиная с 1977 года выступает в киевском «Спартаке». В составе клуба становится 7 раз обладателем Кубка европейских чемпионов (1979, 1981, 1983, 1985, 1986, 1987, 1988), 12-кратным чемпионом СССР (1977—1988), победителем летней Спартакиады народов СССР (1979, 1983).
В 1977 году в составе молодёжной сборной СССР становится серебряным призёром чемпионата мира и получает звание мастер спорта СССР международного класса (а в 1983 году станет чемпионкой мира). В составе сборной СССР дважды (1982, 1986) становится чемпионом мира, а в 1988 году становится бронзовым призёром Олимпиады-1988 в Сеуле.
В 1992 году выезжает за рубеж и до 1994 года выступает в белградском клубе «Раднички». В составе клуба становится чемпионом Югославии (1994). Потом играла за другую белградскую команду «Савски-Венац».
В 1997—1999 годах снова в киевском «Спартаке», затем в итальянской «Мессане». В 2003 году переехала в США и стала работать в чикагской русскоязычной газете «Новый Свет». В 2007 году играла за клуб «Чикаго-Интер» в чемпионате США, стала чемпионкой и была признана лучшим вратарём турнира.
Окончила факультет журналистики Киевского государственного университета имени Т. Г. Шевченко. Дочь — Татьяна Карпенко. Муж Владимир Карпенко был регбистом и играл за киевский «Авиатор».